# 隆言泉
隆言泉（1919年—2004年），男，四川成都人，中国造纸专家，曾任天津轻工业学院院长、教授、博士生导师。